# کلوئه ترسپوش
کلوئه ترسپوش (فرانسوی: Chloé Trespeuch‎؛ زادهٔ ۱۳ آوریل ۱۹۹۴) اسنوبردسوار اهل فرانسه است.
وی در مسابقات کشوری و بین‌المللی در مجموع برندهٔ ۱ مدال طلا، ۲ مدال نقره، ۱ مدال برنز شده‌است.